# Bobley Anderson
Bobley Anderson (3 de Março de 1992) é um futebolista da Costa do Marfim que atualmente joga pelo Châteauroux